# Friedrich Heinrich Himmel
Friedrich Heinrich Himmel, född den 20 november 1765 i Treuenbrietzen i markgrevskapet Brandenburg, död den 8 juni 1814 i Berlin, var en tysk tonsättare.
Hans musikaliska talang upptäcktes i tidig ålder och han fick orgel- och pianoundervisning av den lokala organisten. Från 1785 studerade han teologi i Halle an der Saale men försörjde sig huvudsakligen som pianovirtuos. Han begav sig därefter till det preussiska hovet i Potsdam, där han verkade som fältpredikant, vilket också gav honom möjlighet att uppträda inför kung Fredrik Vilhelm II av Preussen, som själv var en passionerad cellist. Kungen imponerades av Himmel och betalade ett stipendium för att låta Himmel studera för Johann Gottlieb Naumann i Dresden.
Himmel utnämndes senare till hovkapellmästare i Berlin och skrev flera omtyckta operor, bland andra Fanchon (1804; "Fanchon eller lyrspelerskan", 1822), förutom kyrko- och kammarmusik med mera. Han företog flera utländska konsertresor, bland annat till Stockholm och Sankt Petersburg.
Han avled efter en längre tids sjukdom av hjärtsvikt 1814 och begravdes på Dorotheenstädtischer Friedhof i Berlin; graven finns idag inte bevarad.